# 民主主義ユースフェスティバル
民主主義ユースフェスティバル（みんしゅしゅぎユースフェスティバル）とは、2023年3月に始まった若者主体の政治系フェスティバルである。政治や社会問題について気軽に話せる場が少ないという問題意識から、北欧で行われている「選挙小屋」や「デモクラシーフェスティバル」を参考に、日本若者協議会のメンバーらが主体となって企画された。

## 概要
「日本の民主主義を発展させ、みんながもっと自分らしく生きられる社会を作りたい！」という目的のもと、若者の声を政治に反映させる活動をしている日本若者協議会の室橋祐貴や10代・20代のメンバーらによって、「政治や社会問題について気軽に話せる場」として企画された。日本で初めて超党派の政党がブース出展した「選挙小屋」の設置や、若者団体・市民団体の出展ブース、社会問題をテーマにしたパネルディスカッション、来場者参加型のワークショップ、音楽ライブ、キッチンカーなどのコンテンツで構成されている。政治系の催しで散見される屋内会場での開催ではなく、通行人が気軽に参加できるようにという目的から、開かれた空間（広場・公園）を会場として選定している。名称に「ユース」というワードが用いられているものの、来場者の対象は全世代に開かれている。費用はクラウドファンディングなどで募っているため、入場料は無料としており、事前申し込みも不要としている。

## 歴史

### 民主主義ユースフェスティバル2023
- 開催日　2023年（令和5年）3月25日-26日
- 会場　下北線路街 空き地（東京都世田谷区北沢）
- 協力　Climate Live Japan（英語版）実行委員会、株式会社ドワンゴ
- 後援 駐日フィンランド大使館、駐日デンマーク王国大使館、駐日スウェーデン大使館
- 特別協賛 パタゴニア日本支社
- 協賛 ザボディショップジャパン株式会社、髙野明彦（株式会社メンバーズ取締役専務執行役員）

#### 主な催し物
- 選挙小屋
  - 自由民主党、立憲⺠主党、公明党、日本維新の会、国⺠⺠主党、日本共産党、れいわ新選組、社会民主党、政治家女子48党（※企画時点で国会に議席のあるすべての政党に打診）
- 若者団体・市民団体ブース
  - Fridays For Future Tokyo、対話的な校則見直しプロジェクト supported by みんなのルールメイキング、カクワカ広島、セーブ・ザ・チルドレン・ジャパン、連合、Steenz、やさしいせいふく、Safe Campus、Campus、中央大学学内市⺠会議実行委員会
- 協賛団体ブース
  - パタゴニア
- パネルディスカッション
  - 「開会式」：鈴木憲和（自⺠党⻘年局⻑・衆議院議員)、落合貴之（立憲⺠主党・衆議院議員)、室橋祐貴（日本若者協議会代表理事）
  - 「若者のアクティビストはどうしたら増えるのか」：eri（デプトカンパニー代表）、小野りりあん（気候活動家）
  - 「政治のジェンダーギャップ解消はどうしたら進められるか」：能條桃子（FIFTYSPROJECT代表）、伊藤孝恵（参議院議員・超党派ママパパ議員連盟事務局⻑）
  - 「北欧の民主主義はどのように発展してきたのか」：ヨハン・フルトクイスト（駐日スウェーデン大使館一等書記官）、レーッタ・プロンタカネン（駐日フィンランド大使館報道文化担当参事官）、ヨナタン・ベンヤミン・クヌッセン（駐日デンマーク王国大使館次席公使）、鈴木賢志（明治大学教授）
  - 「マスメディアなき時代に、メディアが果たす役割とは？」：たかまつなな（時事YouTuber）、森⻘花（ユースメディアYomcott）、津田大介（メディアアクティビスト）
  - 「生徒の声を尊重する学校に生まれ変わるためには？」：⻄郷孝彦（元世田谷区立桜丘中学校校⻑）、濱崎希歩（品川翔英高等学校生徒会⻑）、日下部美雪（Voice Up Japan高校生支部共同代表）
  - 「参議院制度改革の方向性を探る」：小西洋之（立憲⺠主党）、矢倉克夫（公明党）、柴田巧（日本維新の会）、川合孝典（国⺠⺠主党）、井上哲士（日本共産党）、舩後靖彦（れいわ新選組）
  - 「住民に開かれた行政とは？」：岸本聡子（杉並区⻑）、保坂展人（世田谷区⻑）、松下玲子（武蔵野市⻑）、卯月盛夫（早稲田大学教授）
  - 「北欧のユース世代が考える民主主義のあり方とは」：レベッカ・オルソン・ラス（高校生）、エヴリン・ファーロフ（駐日デンマーク王国大使館元インターン）、ヘリ・ハマライネン（駐日フィンランド大使館元インターン）、リンデル佐藤良子（ストックホルム在住）
- 政治家対話ブース「ぶっちゃけ選挙ってどんな感じ？参院選立候補者とおしゃべりしよう！」
  - 乙武洋匡、斎木陽平、田村真菜、内藤久遠、後藤輝樹、深作ヘスス、要友紀子、向山淳、村田しゅんいち
- 音楽ライブ
  - Rose One、ARIWA

#### その他
れいわ新選組共同代表の櫛渕万里や社会民主党党首の福島瑞穂、政治家女子48党党首の大津綾香ら国政政党の代表のほか、党派を超えて多くの国会議員、地方議員、政党関係者らが来場した。

### 民主主義ユースフェスティバル2024
- 開催日　2024年（令和6年）3月23日-24日
- 会場　駒沢オリンピック公園中央広場（東京都世田谷区駒沢公園）
- 協力　Climate Live Japan（英語版）実行委員会、株式会社ドワンゴ
- 後援 世田谷区、駐日フィンランド大使館、駐日デンマーク王国大使館、駐日スウェーデン大使館、アイスランド大使館、ノルウェー大使館
- 特別協賛 パタゴニア日本支社
- 協賛 ザボディショップジャパン株式会社、マカイラ株式会社

#### 主な催し物
- 選挙小屋
  - 立憲⺠主党、公明党、日本維新の会、国⺠⺠主党、日本共産党、れいわ新選組、教育無償化を実現する会、社会民主党、参政党、みんなでつくる党、都民ファーストの会、緑の党グリーンズジャパン、生活者ネットワーク（※企画時点で国会、都議会に議席のあるすべての政党に打診）
- 若者団体・市民団体ブース
  - 日本若者協議会、Fridays For Future Tokyo、立候補年齢引き下げプロジェクト、School for Life Compath、気候変動合同ブース(POW Japan、Fridays For Future Tokyo、Climate Live Japan)、選挙で聞きたい気候危機、Voice Up Japan CHUO、やさしいせいふく、連合会ワーカーズコープ連合会、Safe Campus、ユースなんみんプラットフォーム、主権者教育合同ブース(けんみん会議、I-CAS、早稲田大学マニフェスト研究所)、VOICE PROJECT
- 協賛団体ブース
  - パタゴニア
- ワークショップ
  - マカイラ株式会社、岩間陽子（政策研究大学院大学教授）、一般社団法人S.C.P.Japan、笑下村塾（たかまつなな、ジグザグジギー）
- パネルディスカッション
  - 「開会式」：保坂展人（世田谷区長）、室橋祐貴（日本若者協議会代表理事）
  - 「民主主義教育」：黒崎洋介（神奈川県立横浜瀬谷高等学校教諭）、大畑方人（ドルトン東京学園中等部・高等部教諭）、赤澤優羽（高校 3 年生）、関口江利子（世田谷区議会議員）
  - 「北欧民主主義」：ヨハン・フルトクイスト（スウェーデン大使館参事官）、マヤ・ソフィー・ブアゴー（デンマーク大使館次席公使参事官）、レーッタ・プロンタカネン（フィンランド大使館参事官）、リーネ・アウネ（ノルウェー大使館公使参事官）、ラグナル・ソルバルダルソン（アイスランド大使館参事官）、柴山由理子(東海大学講師)、
  - 「若者生活の質向上」：河西宏一(公明党・衆議院議員)、川田菜穂子(大分大学教育学部准教授)、町田小茉莉(高校2年生)、秩父美怜(高校 2 年生)
  - 「各党学生部による討論会」：大山倫輝(りっけんユース代表)、Frank Aramoto(日本維新の会学生部副代表(高校生代表)兼関東学生部代表)、のーちゃん(日本維新の会関西学生部代表・全国広報課長代理)、関口悟史(日本共産党東京都青年・学生オーガナイザー)、鈴木拓理(国民民主党学生部代表兼関西総支部統括部長)、松下日花里(国民民主党学生部 代表代行・広報局長)、坂下大地(れいわ新選組)
  - 「デジタルと選挙」：河野太郎(デジタル大臣・衆議院議員)、五十嵐立青(つくば市長)
  - 「安全保障」：三浦瑠麗(株式会社山猫総合研究所代表)、黄川田仁志(自民党・衆議院議員)、塩村文夏(立憲民主党・参議院議員)、秀島知永子(高校 2 年生)、
  - 「女性の首長で行政はどう変わったか」：能條桃子(FIFTYS PROJECT)、岸本聡子(杉並区長)、小林洋子(小平市長)
- 政治家対話ブース「各党政治家との対話ブース」
  - 大椿裕子(社会民主党)、長妻昭(立憲民主党)、大津綾香(みんなでつくる党)、猪瀬直樹(日本維新の会)、漢人あきこ(緑の党)、吉良佳子(日本共産党)、浅野哲(国民民主党)、岡川たいき(参政党)、杉久武(公明党)、福島りえこ(都民ファーストの会)、おのみずき(生活者ネットワーク)、櫛渕万里(れいわ新選組)
- 音楽ライブ
  - 後藤杏奈、片平里菜
- U25模擬選挙
  - 眞政党、若者まちづくり党、学校自由連合、連帯と分配、奨学金チャラJAPAN、未来共創党、高校生みらい党、新党あした、自由の党、Jane Done

#### その他
昨年同様、政党代表、国会議員、地方議員、政党関係者のほか、「VOICE PROJECT」の「#投票はあなたの声」に出演した俳優の小栗旬、古館寛治、前野朋哉、松尾スズキらも来場した。

### 民主主義ユースフェスティバル2024 札幌
- 開催日　2024年（令和6年）10月20日
- 会場　狸小路5丁目 空き地（北海道札幌市中央区南2条西）
- 後援　札幌市環境局、札幌市教育委員会、スウェーデン大使館、デンマーク王国大使館、フィンランド大使館、ノルウェー大使館、アイスランド大使館
- 特別協賛　パタゴニア日本支社

#### 主な催し物
- 選挙小屋
  - 日本維新の会、日本共産党、社民党（衆議院選挙以前において国政政党であった政党に参加を打診。自由民主党、立憲民主党、国民民主党は参加予定だったが、第50回衆議院議員総選挙の影響で急遽参加取りやめとなった。公明党、参政党は衆議院選挙実施決定前に人員の観点で対応不可能等の理由から不参加となった）
- 若者団体・市民団体ブース
  - i-vent、School for Life Compath、立候補年齢引き下げプロジェクト、Fridays For Future Sapporo、さっぽろレインボープライド、ezorock、ワーカーズコープ・センター事業団
- ワークショップ
  - 長谷川友子(対話の場づくり屋 SNUG 代表)、古家衣梨(ファシリテーション＆デザインKaerigoto代表)、遠又香＆安井早紀(School for Life Compath共同代表)
- オープニング
  - ペナンペ竜也、萱野公裕
- パネルディスカッション
  - 「開会式」：室橋祐貴（日本若者協議会代表理事）ほか
  - 「民主主義教育」：細田孝哉(まおい学びのさと小学校校長)、阿曽沼陽登(株式会社コエルワ代表取締役CEO)、加藤貴弘(元北海道議会議員)、荒井ゆたか(前衆議院議員)、工藤快斗(奈井江商業高校3年、前生徒会長)
  - 「居場所づくり」：舛森悠(一般社団法人とまりぎケア代表理事)、安藤怜央(イノカン訪問看護ステーション代表)、大口智(札幌市アカシア若者活動センター(Youth+アカシア)館長)、二階堂天夕(北星学園女子高等学校2年生)、佐藤悠菜(北星学園女子高等学校2年生)、黒井理恵(地域留学型市民大学「さとのば大学」講師兼地域事務局)、長谷川泰慈(民主主義ユースフェスティバル2024札幌実行委員)
  - 「ヤジと民主主義」：山崎裕侍(北海道放送、映画「ヤジと民主主義 劇場拡大版」監督)、神保大地(弁護士)、内藤光博(専修大学教授)、畠山和也(元衆議院議員)、山本朱莉(団体職員)
  - 「まちづくり」：阿部勇士(札幌市まちづくり政策局政策企画部)、林匡宏(一般社団法人SAPPOROPLACEMAKING LABO代表理事)、増永隆道(HBU社長)
- 音楽ライブ
  - 山本野々(高校2年生シンガーソングライター)、佐藤夕香(ジャンベ・縄文太鼓 演奏家)

### 民主主義ユースフェスティバル2025 神戸
- 開催日　2025年（令和7年）3月1日-2日
- 会場　神戸メリケンパーク（兵庫県神戸市中央区波止場町）

### 民主主義ユースフェスティバル2025 東京
- 開催日　2025年（令和7年）3月15日-16日
- 会場　駒沢オリンピック公園 中央広場（東京都世田谷区駒沢公園）